# Лофголл (футбольний клуб)
«Лофголл» (англ. Loughgall Football Club) — північноірландський напівпрофесійний футбольний клуб, який грає у Прем'єршип Північної Ірландії. З 2016 року головним тренером клубу є Дін Сміт.

## Історія
Клуб був заснований у 1967 році, та базується в селі Лофголл неподалік міста Арма в графстві Арма, і проводить домашні матчі на стадіоні «Лейкв'ю Парк». У 1991 році клуб прийняли до старого дивізіону Ірландської ліги B, до того він грав переважно на нижчому рівні. Альфі Вайлі є тренером, який найдовше керував клубом, з 1986 по 1999 рік. Клуб вдало провів сезон 1996—1997 років, зокрема переміг «Кліфтонвілл» у Кубку ліги, виграла кубок Боба Редкліффа, та дійшла до півфіналу Кубка Північної Ірландії. Протягом 4 років команда з «Лейкв'ю Парк» виграла 4 рази дивізіони В поспіль, але не отримала права виходу до першого дивізіону, оскільки віддавалась перевага іншим, ймовірно, клубів з більших населених пунктів, яким віддавалась перевага у просуванні до вищого дивізіону.
У 2004 році клуб досяг найвищого дивізіону, піднявшись до Ірландської Прем'єр-ліги, але повернувся до другого дивізіону після вильоту в 2007 році. У 2007 році під керівництвом Найла Каррі клуб провів свій найуспішніший сезон, вигравши перший дивізіон, Кубок Боба Радчіффа, Середній Кубок Ольстера, Перехідний Кубок і Кубок Ліги Карнегі. «Селяни» знову виграють лігу в сезоні 2009—2010, але не підвищуються у класі. 3 березня 2018 року «Лофголл» переміг клуб «Гленавон» з рахунком 2-1 і вийшов до півфіналу Кубка північної Ірландії вперше з 1997 року.
У квітні 2023 року клуб повернувся до найвищого північноірландського дивізіону вперше з 2007 року після перемоги над клубом «Дандела» з рахунком 3-1. Після підвищення клубу село Лофгол стало найменшим населеним пунктом з населенням 283 особи, де є команда найвищого футбольного дивізіону в Європі. Клуб мав досить хороші результати у вищому дивізіоні, здобувши помітну перемогу над чемпіоном клубом «Ларн», і фінішував далеко від зони вильоту. Головний тренер клубу Дін Сміт отримав нагороду тренера року від північноірландської футбольної федерації.

## Титули
- Переможець Чемпіоншипу Північної Ірландії (8): 1994—1995, 1995—1996, 1996—1997, 1997—1998, 2003—2004, 2007—2008, 2009—2010, 2022—2023